# Jerzy Drobnik
Jerzy Drobnik (ur. 8 grudnia 1894 w Poznaniu, zm. 1974) – dziennikarz związany z obozem narodowym.
Syn Tomasza lekarza chirurga i Heleny z Szumanów. Ukończył gimnazjum w Poznaniu. Następnie studiował na wydziale ekonomiczno-prawnym uniwersytetu w Berlinie. W latach 1921–1929 był redaktorem „Kuriera Poznańskiego”.
Był członkiem Ruchu Młodych Obozu Wielkiej Polski. Za namową Walerego Sławka, został jednym ze współtwórców i przywódców Związku Młodych Narodowców, organizacji założonej w 1933 roku, popierającej rządy sanacyjne.